# Altenkirchen, Kusel
Altenkirchen là một xã thuộc huyện Kusel, bang Rheinland-Pfalz, phía tây nước Đức. Xã Altenkirchen, Kusel có diện tích 6,44 km², dân số thời điểm ngày 31 tháng 12 năm 2006 là 1371 người.